# Antena (álbum)
Antena es el álbum debut de la banda mexicana de rock alternativo Zurdok, que en aquel entonces recibía el nombre de Zurdok Movimento. El álbum se caracteriza por el sonido pesado de sus canciones y por la voz potente de Fernando Martz. Con este álbum y con el principio de la banda surgió la llamada Avanzada regia con la que Zurdok hizo eco más allá de Monterrey junto con otras bandas más como Plastilina Mosh, Jumbo, Control Machete, El Gran Silencio y más.

## Lista de canciones
1. "Platique con mi pistola" - 2:58
2. "Tiempo D" - 3:22
3. "Derrumbe del desfile" - 2:40
4. "Nadie te quiere ver" - 3:13
5. "Chambi" - 2:25
6. "Tropecé" - 3:36
7. "Dragón" - 2:54
8. "Mamá, ¿y con quién duermes hoy?" - 3:42
9. "Si me hablas al revés" - 3:41
10. "Radio zap" - 3:30
11. "No importa" - 3:42
12. "Nuevo sueño" - 3:27
13. "Gallito inglés" - 3:56
14. "Pared" - 4:53

## Ficha técnica
- Banda:
  - Gerardo Garza (guitarra/voz)
  - David Izquierdo (guitarra/coros)
  - Fernando Martz (voz)
  - Gustavo Hernández (teclados)
  - Fletch Sáenz (batería)
  - Maurizio Terracina (bajo/coros)
- Producción: Jason Roberts

- Grabación: The Lab, Stagg street Studios y Estudio Chipinque
- Asistencia para grabar: Ricardo Haas y Brian Virtue
- Mezcla: Ameraycan Eecording Studios
- Masterización: Chris Bellman en, Bernie Grundman Mastering
- Coordinación de Producción: Ricardo Haas & Marcello Lara
- A&R: Marcello Lara & Robie Lear
- Músicos adicionales:
  - Jimmy Z (armónica)
  - Pedro Fundora (1.er. violín)
  - Alguímantas Staskeviciuf (2.º violín)
  - Tatiana Kotcherguina (viola)
  - Orlando Idrovo (chelo)
  - Jorge Orozco (trompeta)
  - Jesús Sánchez (corno)
  - Drew Gamet (tuba)
  - Arreglos de cuerdas:José Antonio Farías
- Fotografía: Juan Rodrigo Llaguno
- Dirección de Arte:
  - Zurdok movimento
  - Arturo Medellín
  - Erika Hieber

- Datos: Q4771222